# 冬の旅 (小説)
『冬の旅』（ふゆのたび）は、1968年5月から1969年4月まで讀賣新聞夕刊で連載された立原正秋の小説。新潮社が文庫化し、ロングセラーとなっている。
1970年4月16日から同年7月9日までTBSの木下恵介・人間の歌シリーズで、1976年2月23日から同年4月16日までフジテレビのライオン奥様劇場でドラマ化。

## テレビドラマ

### TBS版[1]
第3回テレビ大賞大賞、第8回放送批評家賞（ギャラクシー賞）、第13回期間奨励賞受賞作。木下恵介・人間の歌シリーズ第1作。
本作は、TBSが何度も再放送を試みるも、理由は定かではないが出演していた田村正和が許可しなかったために再放送が実現していない。あるキー局のドラマ制作プロデューサーは、田村がこれを許可しないまま亡くなったので「誰かが代わって許可することもできないので、今後も再放送はできない」と事実上の封印状態であると話している。

#### 出演
- 宇野行助：あおい輝彦
- 宇野修一郎：田村正和（行助の義兄）
- 宇野澄江：久我美子（行助の実母。理一の後妻。宇野家の元女中）
- 宇野理一：二谷英明（行助の父）
- 大谷直子
- 西村晃
- 松山省二

ほか

#### スタッフ
- 企画・監修：木下恵介
- 制作：大橋克・酒巻武彦
- プロデューサー：飯島敏宏
- 脚本：田向正健
- 演出：鈴木利正
- 音楽：木下忠司
- 技術：松下紳
- 撮影：柳原成・鈴木清
- 照明：山下俊弘
- 音声：五十嵐昭典
- 調整：久保田忍
- VTR：毛利昌弘、
- 効果：月岡弘、
- 美術：坂上建司・石本富雄
- 化粧：鳥羽瀬〆子
- 演出補：山田高道
- タイトル：小坂一也
- ナレーター：芦田伸介

| TBS系列 木下恵介・人間の歌シリーズ                           | TBS系列 木下恵介・人間の歌シリーズ | TBS系列 木下恵介・人間の歌シリーズ |
| 前番組                                                       | 番組名                             | 次番組                             |
| ------------------------------------------------------------ | ---------------------------------- | ---------------------------------- |
| （なし）                                                     | 冬の旅                             | 俄 浪華遊侠伝                      |
| TBS系列 木曜22:00枠                                          |                                    |                                    |
| 金太郎の孫 （21:30 - 22:15）ボクシング中継 （22:15 - 23:00） | 冬の旅                             | 俄=浪華遊侠伝                      |

### フジテレビ版

#### 出演
- 日色ともゑ
- 佐藤佑介
- 新田昌玄
- 池田秀一

| フジテレビ系 ライオン奥様劇場 | フジテレビ系 ライオン奥様劇場 | フジテレビ系 ライオン奥様劇場 |
| 前番組                        | 番組名                        | 次番組                        |
| ----------------------------- | ----------------------------- | ----------------------------- |
| 紀子・その愛                  | 冬の旅                        | 人間の條件                    |